# Leucodon angustiretis
Leucodon angustiretis là một loài Rêu trong họ Leucodontaceae. Loài này được Dixon mô tả khoa học đầu tiên năm 1941.